# UGC 8331
UGC 8331 (o DDO 169) è una galassia irregolare situata nella costellazione dei Cani da Caccia alla distanza di circa 20 milioni di anni luce dalla Terra.
È un membro del Gruppo di M51 e le sue dimensioni sono di circa 16.000 x 5.000 anni luce. La struttura di questa galassia appare molto irregolare e sono riconoscibile due ammassi di stelle in posizioni esterne opposte oltre all'ammasso centrale. Tali ammassi di fatto rendono impossibile determinare la curva di rotazione della galassia e contribuiscono all'incertezza nella determinazione della distanza dalla Terra nonostante i vari metodi utilizzati. Così, ad oggi, la reale distanza è ignota, benché uno studio pubblicato nel 1998 riporti una stima di 8,23 megaparsec (quasi 27 milioni di anni luce).